# Warszawski Okręg Wojskowy
Warszawski Okręg Wojskowy (WOW) – terenowy organ wykonawczy ministra Obrony Narodowej w sprawach operacyjno-obronnych i administracji wojskowej istniejący w latach 1945–1998.

## Historia Okręgu
Po zakończeniu II wojny światowej, rozkazem NDWP nr 23/Org. z 1.02.194, sformowano sześć okręgów wojskowych w tym: Dowództwo OW Warszawa, obejmujące woj. warszawskie i białostockie. W kwietniu do okręgu włączono województwo olsztyńskie. W listopadzie 1945 dowództwu okręgu nadano oznaczenie DOW I.
Jesienią 1945 przy Dowództwie Warszawskiego OW został sformowany Wydział Wojsk Ochrony Pogranicza II kategorii. Na stanowisko szefa wydziału został wyznaczony ppłk Kazimierz Gut. Szefowi wydziału podlegał 5 i 6 Oddział Ochrony Pogranicza oraz trzy samodzielne kompanie łączności. Wydział WOP przy dowództwie Warszawskiego OW formował Przejściowy Punkt Kontrolny Okęcie (PPK lotniczy – Warszawa Okęcie). We wrześniu 1946 wydział został rozformowany, a 5 Mazurski Oddział WOP i 6 Białostocki Oddział WOP podporządkowane bezpośrednio szefowi Departamentu WOP w Warszawie.
Okręg, oprócz funkcji administracyjnych, spełniał również rolę dowództwa szczebla operacyjnego, któremu podlegały związki taktyczne i oddziały stacjonujące na jego terenie. W 1945 podlegały mu dwie dywizje piechoty (1 i 15) oraz 1 Brygada Pancerna. W 1948, po likwidacji Lubelskiego Okręgu Wojskowego OW Warszawa objął dodatkowo województwo lubelskie. W 1949 okręg przemianowano na Warszawski Okręg Wojskowy (WOW).
W 1951 na terytorium WOW utworzono dwa korpusy piechoty typu B (8 i 9), w każdym po trzy dywizje piechoty. Rok później korpusy te przemianowano na korpusy armijne. W 1954, po likwidacji Krakowskiego Okręgu Wojskowego, WOW objął swoim zasięgiem województwa: warszawskie, białostockie, lubelskie, kieleckie, krakowskie i rzeszowskie. Po utworzeniu Układu Warszawskiego w 1955 rozformowano korpusy oraz część dywizji piechoty. Pozostałe dywizje piechoty przekształcono w dywizje zmechanizowane, a 6 Dywizję Piechoty w 6 Dywizję Powietrznodesantową (6 DPD). Związki taktyczne WOW, poza 6 DPD, należały do jednostek głęboko skadrowanych, co wynikło z położenia okręgu oraz jego roli w systemie mobilizacyjnym Sił Zbrojnych PRL.
Od połowy lat 60. na wypadek wojny na bazie dowództwa i jednostek WOW formowano 4 Armię Ogólnowojskową wchodzącą w skład Frontu Polskiego. Od kwietnia 1990, zamiast 4 Armii Ogólnowojskowej, w oparciu o WOW tworzono 3 Korpus Zmechanizowany czasu „W”. Skład korpusu był zbliżony do 4 Armii.
Pod koniec 1998, w ramach reorganizacji podziału kraju na okręgi wojskowe, Warszawski OW został rozformowany.

## Skład jednostek Okręgu
1945
- 1 Warszawska Dywizja Piechoty w Siedlcach
- 15 Dywizja Piechoty w Olsztynie
- 1 Warszawska Brygada Pancerna im. Bohaterów Westerplatte w Modlinie
- 7 Pułk Czołgów Ciężkich w Modlinie
- 13 Pułk Artylerii Samobieżnej w Modlinie
- 5 Brygada Saperów
- 1 Samodzielny Pułk Łączności

1951
- 8 Korpus Piechoty w Olsztynie
  - 15 Dywizja Piechoty w Olsztynie
  - 21 Dywizja Piechoty w Lidzbarku Warmińskim
  - 22 Dywizja Piechoty w Giżycku
- 9 Korpus Piechoty w Lublinie
  - 1 Warszawska Dywizja Piechoty w Legionowie
  - 3 Pomorska Dywizja Piechoty w Lublinie
  - 18 Dywizja Piechoty w Ełku
- 24 Dywizja Piechoty w Zambrowie
- 25 Dywizja Piechoty w Siedlcach
- 11 Pułk Czołgów Średnich w Giżycku
- 8 Dywizja Artylerii Przełamania w Orzyszu
- 9 Dywizja Artylerii OPL w Warszawie
- 2 Ciężka Brygada Saperów w Kazuniu
- 6 Ciężka Brygada Saperów w Dęblinie
- 7 Pułk Pontonowy w Płocku
- 5 Pułk Łączności

1988
- 1 Warszawska Dywizja Zmechanizowana im. Tadeusza Kościuszki w Legionowie
- 3 Pomorska Dywizja Zmechanizowana im. Romualda Traugutta w Lublinie
- 9 Drezdeńska Dywizja Zmechanizowana w Rzeszowie
- 5 Podhalańska Brygada Wojsk Obrony Wewnętrznej w Krakowie
- 6 Pomorska Brygada Powietrznodesantowa w Krakowie
- 1 Warszawska Brygada Artylerii Armat im. gen. Józefa Bema w Węgorzewie
- 32 Łużycka Szkolna Brygada Artylerii im. gen. broni Bolesława Czarniawskiego w Orzyszu
- 21 Polowa Techniczna Baza Remontowa w Ornecie
- 80 Dywizjon Artylerii Przeciwpancernej w Suwałkach
- 2 Warszawska Brygada Saperów im. gen. Jerzego Bordziłowskiego w Kazuniu
- 3 Pułk Chemiczny w Biskupcu
- 9 Pułk Łączności w Białobrzegach
- Stanowisko Dowodzenia Dowódcy WOPL WOW w Białobrzegach
- 15 Pułk Artylerii Przeciwlotniczej im. ppłk. Anatola Przybylskiego w Gołdapi
- 34 Batalion Radiotechniczny w Modlinie
- 14 Szkolny Batalion Rozpoznawczy im. ppor. Ryszarda Kuleszy w Giżycku
- 48 Kompania Specjalna Krakowie

1997
- 1 Warszawska Dywizja Zmechanizowana w Legionowie
- 15 Warmińsko-Mazurska Dywizja Zmechanizowana w Olsztynie
- 16 Pomorska Dywizja Zmechanizowana w Elblągu
- 2 Warszawska Brygada Saperów w Kazuniu
- 1 Warszawska Brygada Artylerii w Węgorzewie
- 2 Brygada Obrony Terytorialnej w Mińsku Mazowieckim
- 49 Pułk Śmigłowców Bojowych w Pruszczu Gdańskim
- 9 Pułk Dowodzenia

## Dowództwo Okręgu
Dowódcy:
- gen. bryg. Włodzimierz Nałęcz-Gembicki (1945)
- gen. dyw. Bruno Olbrycht (1945–1946)
- gen. dyw. Gustaw Paszkiewicz (1946–1948)
- gen. dyw. Wsiewołod Strażewski (1948–1949)
- gen. dyw. Jan Rotkiewicz (1949–1953)
- gen. bryg. Franciszek Andrijewski (1953–1956)
- gen. dyw. Józef Kuropieska (1956–1964)
- gen. dyw. Czesław Waryszak (1964–1968)
- gen. dyw. Zygmunt Huszcza (1968–1972)
- gen. bryg. p.o. Michał Stryga (1972)
- gen. dyw. Włodzimierz Oliwa (1972–1983)
- gen. dyw. Jerzy Skalski (1983–1987)
- gen. dyw. Jan Kuriata (1987–1989)
- gen. dyw. Zdzisław Stelmaszuk (1989–1990)
- gen. bryg. Leon Komornicki (1990–1992)
- gen. dyw. Julian Lewiński (1992–1997)
- gen. dyw. Adam Rębacz (1997–1998).

Szefowie sztabu:
- płk Dionizy Surżyc[7].